# ゴルフスーパーバトル
ゴルフスーパーバトル（GOLF SUPER BATTLE）は、テレビ東京系列（TXN）で毎週土曜11:00〜11:30に放映されていたゴルフ番組である。2005年4月2日放送開始、2006年3月25日終了。テレビ宮崎でも同年7月2日から放送されていた。ナレーターは佐藤賢治。メインスポンサーは新日本観光株式会社（同社はテレビ東京の主要株主でもある）。

## 概要
当番組では日本を代表するトッププロゴルファーを招き、スキンズマッチ形式（各ホールに賞金がかけられ、そのホールの成績のよかった選手に賞金が贈られる。なお同点の場合は次のホールにキャリーオーバー=繰越しされる）でのマッチプレーで対戦が行われる。最終（9th）ホールで引き分けになった場合はそのホールでプレーオフを行い勝敗を決める。
新日本観光株式会社のホームページ（現在は載っていない）によると当初の放送期間は6ヶ月であった。2005年9月24日以降、当番組のルールは放送開始から行われているものを採用した。一方、賞金の内訳が変更され、番組内の音楽やタイトルロゴやオープニングCGはリニューアルされた。また、新たにゴルフレッスンのコーナーが登場。

## 各地の放送時間
| 放送対象地域   | 放送局               | 系列           | 放送曜日及び放送時間    | 放送日の遅れ |
| -------------- | -------------------- | -------------- | ----------------------- | ------------ |
| 関東広域圏     | テレビ東京（制作局） | テレビ東京系列 | 土曜 11時00分〜11時30分 | ---          |
| 北海道         | テレビ北海道         | テレビ東京系列 | 土曜 11時00分〜11時30分 | ---          |
| 愛知県         | テレビ愛知           | テレビ東京系列 | 土曜 11時00分〜11時30分 | ---          |
| 大阪府         | テレビ大阪           | テレビ東京系列 | 土曜 11時00分〜11時30分 | ---          |
| 岡山県・香川県 | テレビせとうち       | テレビ東京系列 | 土曜 11時00分〜11時30分 | ---          |
| 福岡県         | TVQ九州放送          | テレビ東京系列 | 土曜 11時00分〜11時30分 | ---          |
| 宮崎県         | テレビ宮崎           | クロスネット局 | 土曜 05時30分〜06時00分 | 91日遅れ     |

## 出演

### レギュラー
☆：司会、★：解説
- 朝岡聡（2005年4月2日 - 9月17日） ☆
- 江口ともみ（2005年4月2日 - 9月10日） ☆
- 牧野裕（2005年4月2日-16日） ★
- 小田美岐（2005年4月23日-5月7日） ★
- 島田弘久（2005年9月24日 - 2006年3月25日） ☆
- 小島秀公（2005年10月15日 - 2006年3月25日） ☆
- 植草朋樹（2005年12月17日 - 2006年3月25日） ☆
- 金谷多一郎（2005年5月14日 - 2006年3月25日） ★

### ゲスト
各シリーズは3週に渡って3ホールずつ全9ホールの模様を公開。下記のうち2005年9月17日は第8シリーズまでのベストショット総集編を放送した。翌週（同年9月24日）からは2人のプロゴルファー以外にタレントもゴルフ場にゲストとして登場。同年12月31日は特番のため、放送されていない。
1. 小林浩美、横峯さくら（2005年4月2日-16日）
2. 茂木宏美、北田瑠衣（2005年4月23日-5月7日）
3. 上原彩子、横峯さくら（2005年5月14日-28日）
4. 福島晃子、中島千尋（2005年6月4日-18日）
5. 服部道子、大塚有理子（2005年6月25日-7月9日）
6. 藤井かすみ、原田香里（2005年7月16日-30日）
7. 白戸由香、横峯さくら（2005年8月6日-20日）
8. 藤島妃呂子、藤田幸希（2005年8月27日-9月10日）
9. 横田真一、横峯さくら（2005年9月24日-10月8日） ※梶原真弓
10. 表純子、北田瑠衣（2005年10月15日-29日） ※川村ひかる
11. 渡辺かをり、飯島茜（2005年11月5日-19日） ※いしのようこ
12. 宮里聖志、藤井かすみ（2005年11月26日-12月10日） ※原久美子
13. 宮本勝昌、表純子（2005年12月17日-2006年1月7日） ※森洋子
14. 大山志保、古閑美保（2006年1月14日-28日） ※梶原真弓
15. 藤井かすみ、大塚有理子（2006年2月4日-18日）

## コーナー
- 金谷多一郎の「わかった」

当番組の解説者 金谷多一郎がゲスト（タレント）にさまざまなショット方法に必要なポイントを説明しながらゴルフレッスンする。

## ゴルフ場
- 潮来カントリー倶楽部（いたこかんとりーくらぶ） - 茨城県潮来市
- 浦和ゴルフ倶楽部（うらわごるふくらぶ） - 埼玉県さいたま市桜区
- 千葉新日本ゴルフ倶楽部（ちばしんにほんごるふくらぶ） - 千葉県市原市
- 桑名国際ゴルフ倶楽部（くわなこくさいごるふくらぶ） - 三重県員弁郡東員町
- 大神戸ゴルフ倶楽部（だいこうべごるふくらぶ） - 兵庫県神戸市西区
- 名岐国際ゴルフ倶楽部（めいぎこくさいごるふくらぶ） - 岐阜県土岐市
- 新奈良ゴルフ倶楽部（しんならごるふくらぶ） - 奈良県奈良市
- 牧野パークゴルフ場（まきのぱーくごるふじょう） - 大阪府枚方市
- 明石ゴルフ倶楽部（あかしごるふくらぶ） - 兵庫県神戸市西区

## 賞金の内訳
| ホール        | 賞金（円）            | 賞金（円）                   |
| ホール        | 2005年4月2日〜9月10日 | 2005年9月24日〜2006年3月25日 |
| ------------- | --------------------- | ---------------------------- |
| 1st・2nd・3rd | 50,000                | 100,000                      |
| 4th・5th・6th | 100,000               | 100,000                      |
| 7th・8th      | 150,000               | 100,000                      |
| 9th           | 250,000               | 200,000                      |

## スタッフ
- 技術 - 桜井和則、山本義治、加瀬正敏
- 編集 - 関口晴央
- MA  - 服部大介
- 選曲 - せきやこうぞう
- ディレクター - 飯田圭一、伊藤輝幸、長谷隆、松居宏知、白井景子、青松伴晃
- プロデューサー - 松下圭児（テレビ東京）、谷部智、名取禎
- 制作協力 - ウッドオフィス
- 製作 - テレビ東京、テレテック